# Brama Mistra
Brama Mistra (ang. Mistra Gate, malt. Bieb tal-Mistra) – zdobiona brama w granicach St. Paul’s Bay na Malcie. Zbudowana w roku 1760 jako wejście na dużą posiadłość należącą do Monte della Redenzione degli Schiavi. Brama była znacząco odnawiana w roku 1937, a później w latach 1995–98.

## Historia
Brama Mistra została zbudowana w roku 1760 jako główne wejście na dużą posiadłość, która należała do Monte della Redenzione degli Schiavi, instytucji ustanowionej przez Wielkiego Mistrza Zakonu Szpitalników Alofa de Wignacourt w roku 1607 do wykupywania chrześcijańskich niewolników z terytoriów muzułmańskich. Posiadłość została przekazana Monte di Redenzione testamentem szlachcianki Cateriny Vitale w roku 1619, i zawierała też teren, na którym później zbudowany został Selmun Palace.

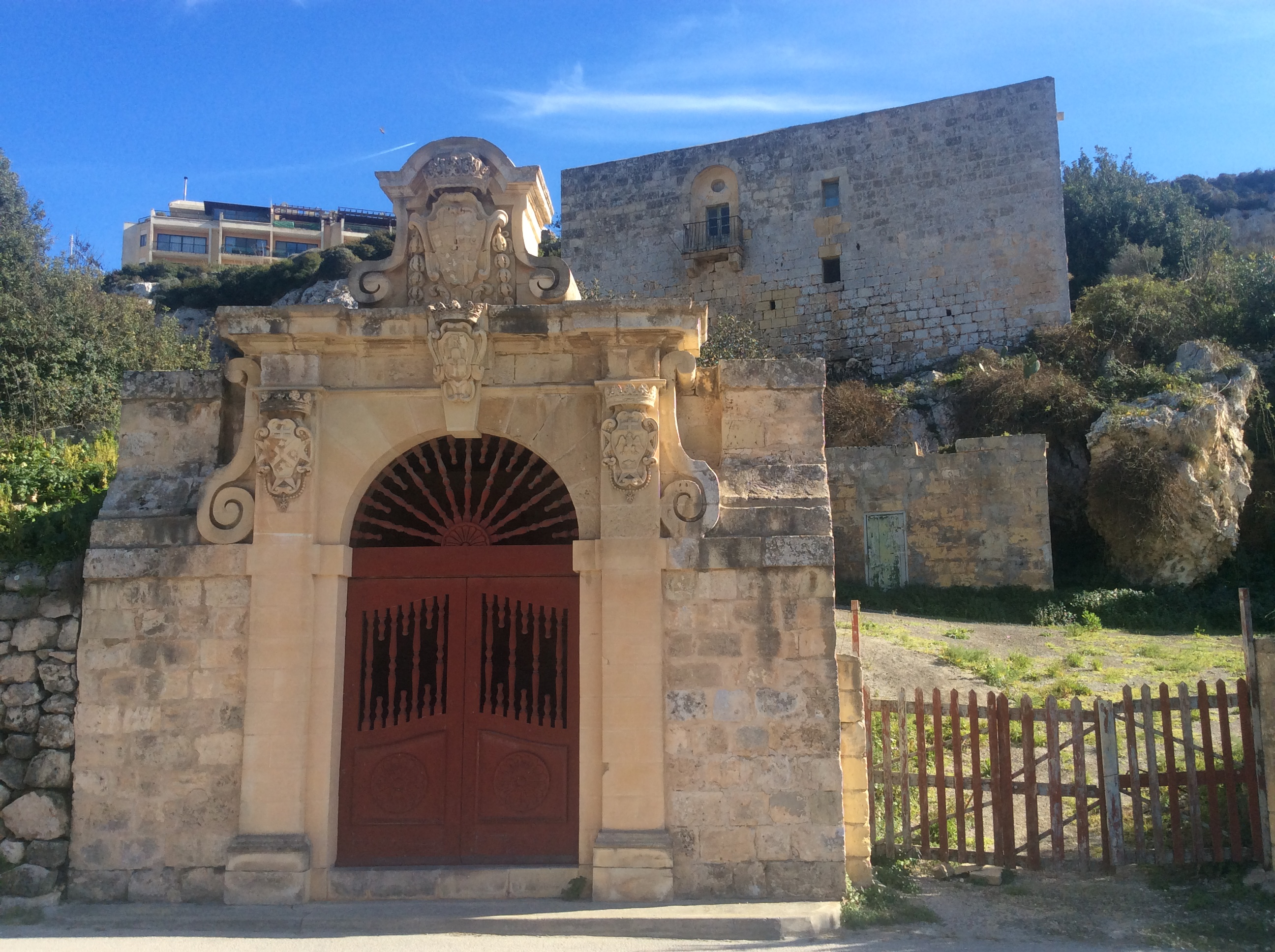
Brama i dom gospodarstwa rolnego

Mistra Gate zbudowana jest w stylu barokowym, udekorowana jest tarczami herbowymi Wielkiego Mistrza Manuela Pinto, Monte di Redenzione, Balì Claudiusa de Montagne de Lafeuliere oraz Balì Carla Marii Olgiatiego. W pobliżu bramy znajduje się budynek gospodarstwa rolnego, będącego również częścią posiadłości. Dodatkowo, w pobliżu można znaleźć znacznik pokazujący granicę posiadłości, należącej do Monte di Redenzione.
Posiadłość przeszła na własność rządu w roku 1798 podczas francuskiej okupacji Malty, kiedy finanse i posiadłości Monte di Redenzione przekazane zostały na rzecz państwa.

## Renowacje

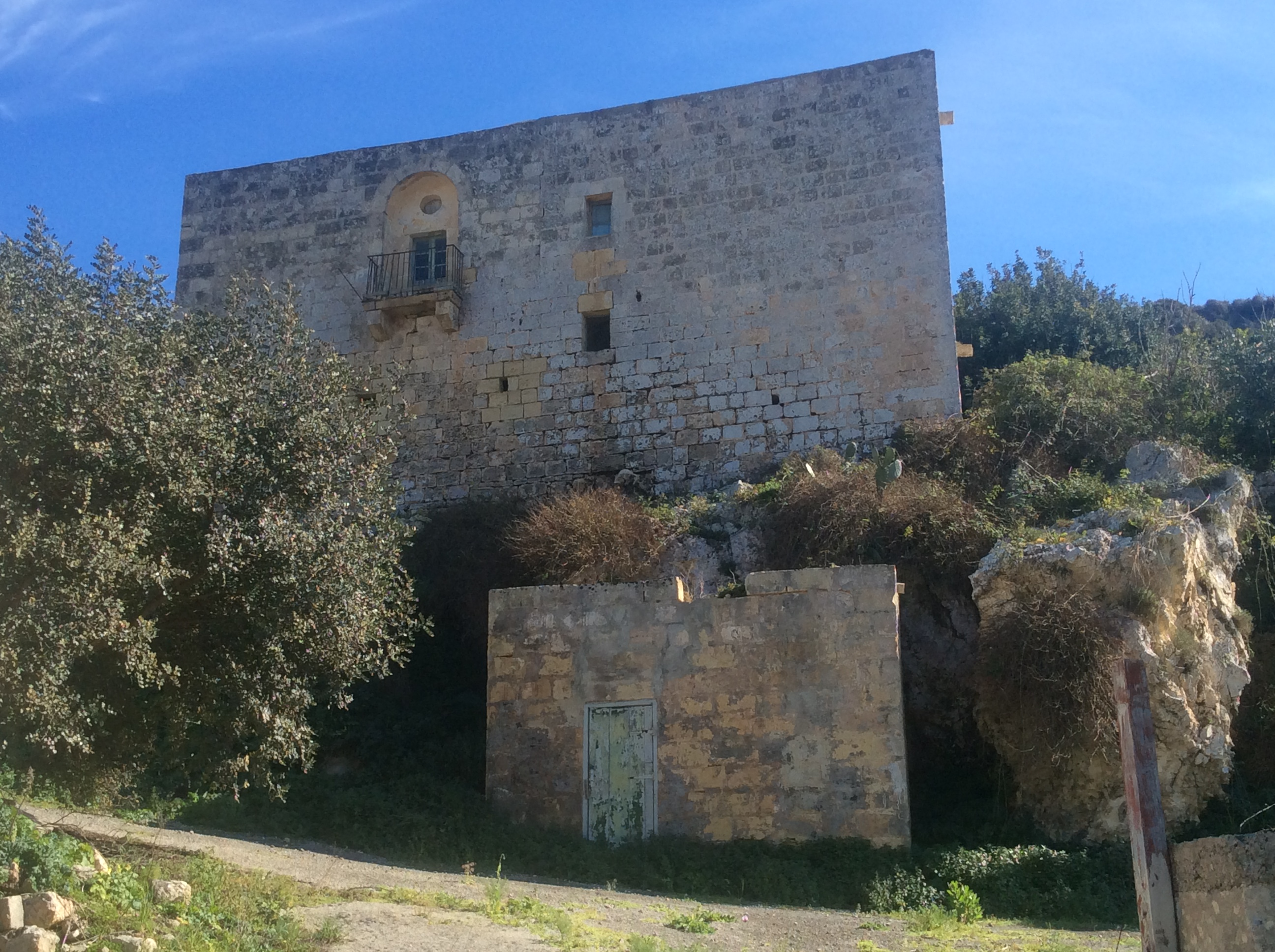
Budynek gospodarstwa rolnego w pobliżu bramy

W roku 1937 brama została odnowiona przez Departament Robót Publicznych (Public Works Department) oraz Departament Muzeów (Museums Department). Podczas tej odnowy brama została całkowicie odbudowana, oraz zamontowane zostały nowe drewniane drzwi.
Na przestrzeni XX wieku stan bramy uległ znacznemu pogorszeniu.  W latach 1995 i 1996 studenci Wydziału Architektury i Budownictwa Cywilnego na Uniwersytecie Maltańskim dokonali przeglądu i oceny stanu bramy. Kiedy jej fasada odchyliła się na zewnątrz, zdecydowano rozebrać i odbudować bramę. Drzwi zostały raz jeszcze wymienione, oraz zainstalowane zostały nowe drewniane belki nośne. Odnowa ta została przeprowadzona przez NGO Din l-Art Ħelwa i była sponsorowana przez "Corinthia Group of Companies". Zakończona została w roku 1998.
Dziś brama jest zaliczona przez Malta Environment and Planning Authority do zabytków narodowych klasy 1. Pobliski farmhouse oraz graniczny znacznik posiadłości zaliczone zostały do zabytków klasy 2.

## Literatura
- Cassar Pullicino, Joseph. "The Order of St. John in Maltese Folk-Memory". Melitensia. p. 151-152.
- Conrad Gerald Thake. The Architectural legacy of Grand Master Pinto. „Treasures of Malta”. 2 (2), s. 39–43, 1996. Fondazzjoni Patrimonju Malti. Przedrukowany TUTAJ